# Niedźwiady (województwo lubuskie)
Niedźwiady – osada w Polsce położona w województwie lubuskim, w powiecie świebodzińskim, w gminie Świebodzin, w pobliżu jeziora Niedźwiedno.
W latach 1975–1998 miejscowość administracyjnie należała do województwa zielonogórskiego.